# La danza del diavolo (film 1914)
La danza del diavolo è un film muto italiano del 1914 diretto da Giuseppe De Liguoro.